# The 77s
The 77s (alternativamente soletrado The Seventy Sevens ou The 77's) é uma banda de rock estadunidense formada por Michael Roe no vocais e guitarra, Mark Harmon no contrabaixo e Bruce Spencer na bateria.

## Discografia

### Álbuns de estúdio
- 1982: Ping Pong over the Abyss (produzido por Steven Soles)
- 1984: All Fall Down (produzido por Charlie Peacock)
- 1987: The 77s
- 1990: Sticks and Stones
- 1992: Pray Naked
- 1994: Drowning with Land in Sight
- 1995: Tom Tom Blues
- 1999: EP (EP)
- 2001: A Golden Field of Radioactive Crows
- 2002: Direct (EP)
- 2008: Holy Ghost Building
- 2014: Gimme a Kickstart.... (a parte dois do álbum .....And a Phrase or Two irá ser lançada por Michael Roe)